# جون اوستراندر

جون اوستراندر (مواليد 20 أبريل 1949) هو كاتب قصص مصورة أمريكي.